# ピンチ・シッター
『ピンチ・シッター』（原題: The Sitter）は、2011年のアメリカ合衆国のコメディ映画。日本では劇場公開されずビデオスルーされた。

## ストーリー
大学も仕事も辞めたニートのノアは、母親サンディと二人暮らし。サンディは離婚後、元夫に一切頼ることなく女手一つでノアを育てて来た。そんなある日、サンディは友人のペデューラ夫人から今夜のパーティで男性を紹介してもらうことになり、めかしこんで準備をしていたが、そのペデューラ夫人から普段頼んでいるベビーシッターが来れなくなったのでパーティに行けなくなったと連絡が来る。パーティに行くことを諦める母親の落胆ぶりを見て、ノアは仕方なくペデューラ夫人の三人の子供のベビーシッターを引き受けることにする。ところが子供たちは三人とも一筋縄ではいかないような問題児で、子供たちに翻弄され疲れ果てるノアだったが、そんな彼のもとにガールフレンドのマリサからパーティへの誘いの電話が入る。セックスもOKという彼女の誘惑に負けて参加を決意したノアは、あろうことか子供たちを連れてパーティへと出かけてしまう。だが、子供たちは行く先々でトラブルを起こし、しかもそれが原因で凶悪な麻薬の売人カールに追われることになってしまう。
危機から脱出しようとノアが奔走する中で、ノアと子供たちは互いに抱える心の傷や孤独に触れ、次第に理解し合うようになる。そんなノアたちにカールらが襲いかかる。しかし、危機一髪のところで、ノアを気に入って親しくなったジャコルビーらが子供たちからの連絡を受けてやって来る。危機を脱したノアは子供たちを家に連れ帰り、何事もなかったかのようにペデューラ夫妻の帰宅を待つ。
自宅に戻ろうとしたノアの前に、パーティ会場で偶然再会した元同級生のロクサーヌが現れる。互いに惹かれ合うものを感じていた二人はその後恋人同士となり、三人の子供たちもそれぞれに新たな人生を歩み出す。

## キャスト
ノア・グリフィス
演 - ジョナ・ヒル、日本語吹替 - 勝杏里
ニートの青年。母親と二人暮らし。
スレイター・ペデューラ
演 - マックス・レコーズ、日本語吹替 - 渡辺明乃
ペデューラ家長男。13歳。被害妄想で情緒不安定。薬が手放せない。
マリサ・ルイス
演 - アリ・グレイナー、日本語吹替 - 佐古真弓
ノアのガールフレンド。ノアを都合良く使っているだけ。
カール
演 - サム・ロックウェル、日本語吹替 - 大川透
麻薬の売人。凶暴でイカレたハードゲイ。
フリオ
演 - J・B・スムーヴ、日本語吹替 - 青山穣
カールの相棒。
ブライス・ペデューラ
演 - ランドリー・ベンダー、日本語吹替 - 大谷育江
ペデューラ家長女。スレイターの妹。セレブに憧れ、妙なメイクをしている。
ロドリゴ・ペデューラ
演 - ケヴィン・ヘルナンデス、日本語吹替 - まつだ志緒理
ペデューラ家次男。エルサルバドルから去年養子に来たばかり。破壊衝動の強い爆弾マニア。
ロクサーヌ
演 - カイリー・バンバリー、日本語吹替 - 小松由佳
ノアの大学時代の同級生。パーティ会場で働いているところで偶然ノアと再会する。
ペデューラ夫人
演 - エリン・ダニエルズ
ノアの母親の友人。三兄弟妹の母親。
ペデューラ医師
演 - D・W・モフェット
ペデューラ家の主人。三兄弟妹の父親。助手と不倫中。
サンディ・グリフィス
演 - ジェシカ・ヘクト
ノアの母親。ノアの父親と離婚後、元夫に一切頼らずに女手一つでノアを育てた。
ジム・グリフィス
演 - ブルース・アルトマン
ノアの父親。宝石商。ノアのベビーシッターと不倫の末に再婚。今の妻との間に生まれた幼い息子を溺愛し、ノアに冷たく接する。その後、ノアに車を盗まれ、店から宝石を盗まれたばかりか、ロドリゴに店を爆破されてしまう。
ティナ
演 - サミーラ・ワイリー
ノアと同じ高校の卒業生。自分の家で開いたパーティでノアが祖母の骨壺にゲロを吐いて逃げたことを未だに根に持っている。
ジャコルビー
演 - メソッド・マン
ティナの恋人。強面だが、ノアを気に入り、ピンチを救う。
クレイトン
演 - アレックス・ウルフ